# Надежда Тихова
Надежда Иванова Тихова е българска театроведка, дългогодишна преподавателка по „История и теория на българския театър“ и професор в НАТФИЗ „Кръстьо Сарафов“.

## Биография
Надежда Тихова е родена в Русе през 1928 година. Завършва Софийския университет, специалност „Славянска филология“ и „История“, след което се посвещава на театъра и театрознанието.
Започва академичната си дейност като асистент на писателя, театрален критик и историк проф. Пенчо Пенев. След смъртта му през 1968 година Тихова редактира неговата „История на българския драматичен театър“ и я издава през 1975 година във вид на учебник за студентите от НАТФИЗ.
Първата си монография с биографично изследване на живота на Николай Масалитинов Тихова издава през 1959 година. Автор е на множество други монографии, студии, статии и творчески портрети на български драматурзи, режисьори и актьори, сред които:
- 1967: Статия „Димчо Дебелянов, Николай Лилиев, Георги Райчев – в спомените на съвременниците си“[3];
- 1970: Статия „Гео Милев и неговата постановка на „Маса-човек“[4];
- 1994: Творчески портрети на Борис Борозанов[5], Елена Снежина[6], Константин Сапунов[7];
- 1996: Творчески портрет на Хрисан Цанков[8];
- 1998: Статия „Народният театър и неговата публика (1888 – 1900)“ [9];
- 2004: Творчески портрет на първия директор на Народния театър Антон Попов [10]; статия „Началото на Народния театър – 12 декември, понеделник, 1888 година“ [11];
- 2006: Творчески портрет на Димитър Антонов [12];
- 2011: Творчески портрет на Анка Попова [13].

Тихова е дългогодишен главен редактор на Годишника на НАТФИЗ. Носител е на специален почетен знак на НАТФИЗ „Кръстьо Сарафов“.
Почива през 2017 година.